# Navio
navio（ナビオ）は、栄光が運営する大学受験向け学習塾である。原則として高校生のみを対象にしていて（一部例外あり）いわゆる浪人生を受け入れない。栄光ゼミナール高等部とも呼ばれる。
栄光の本拠地・埼玉を中心に東京・神奈川・宮城・千葉・栃木に合計42の校舎がある。各校舎の所在地については校舎一覧を参照。

## 概要
基本的に小学生と中学生が対象の栄光ゼミナールでは、高校生が受講できるのは個別指導に限られる。高校生に対してグループ指導を行なうのがこのnavioである。と言ってもグループ指導だけでなく、個別指導・演習指導（自習支援のような準集団指導）・セレクトテーマゼミの指導形態もある。それぞれの指導形態については指導形態を参照。
どの指導形態も基本的には毎週同じ曜日に、80分授業（70分や60分の場合もある）を1コマとして1コマから2コマで、教科ごとの通常授業が行なわれる。それとは別に、学校の長期休暇に合わせて春期・夏期・冬期講習が行なわれる。講習におけるコースは通常授業に準じる。講習にあわせてセレクトテーマゼミが開設される場合もある。また冬期講習には正月に特別授業が行なわれる場合もある。
基本的には独自教材を用いて授業が進められる。
生徒一人ひとりに対してnavigationという面談を行っている。

## 指導形態
グループ指導・個別指導・パワープラクティス・セレクトテーマゼミの4つの授業形態が準備されている。校舎によっては存在しない形態がある。また、栄光ゼミナールとZ会が資本業務提携を結んだことに伴い、2010年4月より大宮校にてZ会東大マスターコースが開設されている。
2010年3月に開校した高田馬場校では、最難関中学の学生を対象とした「東大Jr.コース」が開設された。中学生向け授業であるにも関わらず「navio」ブランドを使用しているという点で、本コースは特異な存在となっている。

## 校舎一覧
1つのビルが1校舎のものも、1フロアーが1校舎のものもある。各校舎とも駅の近くにある。
埼玉川口 / 蕨 / 南浦和 / 北浦和 / 大宮 / 熊谷 / 深谷 / 本庄 / 所沢 / 小手指 / 飯能 / 川越 / 志木 / 春日部 / 草加 / 新越谷
東京自由が丘  / 明大前 / 成城学園 / 北千住 / 国立 / 大泉学園 / 八王子 / 高田馬場 / 吉祥寺 / 練馬 /赤羽 /目黒
神奈川鷺沼 / 青葉台 / 戸塚 / 相模大野
宮城仙台 / 泉中央 / モール長町
千葉津田沼 / 西船橋 / 柏 / 南柏 / 新浦安駅前
栃木宇都宮 / 自治医大 / 栃木駅前